# Nice
Nice là tỉnh lỵ của tỉnh Alpes-Maritimes, thuộc vùng hành chính Provence-Alpes-Côte d'Azur của nước Pháp, có dân số là 347.100 người (năm 1999), xếp thứ 5 trong các thành phố ở Pháp sau các thành phố Paris, Marseille, Lyon và Toulouse. Vùng đô thị của Nice trải dài vượt quá giới hạn thành phố hành chính, với dân số khoảng 1 triệu người trên diện tích 721 km2. Nằm ở vùng duyên hải Pháp, trên bờ biển phía đông nam nước Pháp trên biển Địa Trung Hải, dưới chân dãy núi Alps, Nice là thành phố lớn thứ hai của Pháp trên bờ biển Địa Trung Hải và là thành phố lớn thứ hai ở Provence-Alpes-Côte Vùng d'zur sau Marseille. Nice có cự ly khoảng 13 km từ Công quốc Monaco và 30 km từ biên giới Pháp-Ý. Sân bay Nice phục vụ như một cửa ngõ vào khu vực.
Thành phố có biệt danh Nice la Belle (Nissa La Bella ở Niçard), có nghĩa là Nice Xinh đẹp, cũng là tựa đề của bài ca không chính thức của Nice, được viết bởi Menica Rondelly vào năm 1912. Khu vực của Nice ngày nay có chứa Terra Amata, một khu khảo cổ phô diễn bằng chứng về việc sử dụng lửa rất sớm cách đây 380.000 năm. Khoảng năm 350 trước Công nguyên, người Hy Lạp ở Marseille đã thành lập một khu định cư lâu dài và gọi đó là Nikaia, dựa trên tên của nữ thần chiến thắng Nike. Qua nhiều thời đại, thành phố đã đổi chủ nhiều lần. Vị trí chiến lược và cảng của nó đóng góp đáng kể vào sức mạnh hàng hải của nó. Trong nhiều thế kỷ, thành phố được cai quản bởi triều đại Savoy, và sau đó là một phần của Pháp trong khoảng thời gian từ 1792 đến 1815, khi nó được trả lại cho Vương quốc Piemonte-Sardinia cho đến khi sáp nhập lại vào Pháp năm 1860.
Môi trường tự nhiên của khu vực Nice và khí hậu Địa Trung Hải ôn hòa đã thu hút sự chú ý của giới thượng lưu Anh trong nửa sau của thế kỷ 18, khi ngày càng nhiều gia đình quý tộc dành thời gian vào mùa đông ở đó. Lối đi dạo bên bờ biển chính của thành phố, Promenade des Anglais ("Phố đi bộ người Anh") đặt tên theo những du khách đến đây để nghỉ mát. Không khí trong lành và ánh sáng dịu nhẹ đặc biệt thu hút các họa sĩ đáng chú ý, như Marc Chagall, Henri Matisse, Niki de Saint Phalle và Arman. Công trình của họ được kỷ niệm tại nhiều bảo tàng của thành phố, bao gồm Musée Marc Chagall, Musée Matisse và Musée des Beaux-Arts. Nice có công suất khách sạn lớn thứ hai trong cả nước Pháp và đây là một trong những thành phố được ghé thăm nhiều nhất, đón 4 triệu khách du lịch mỗi năm. Nó cũng có sân bay bận rộn thứ ba ở Pháp, sau hai sân bay chính của Paris. Đây là thành phố thủ đô lịch sử của Quận Nice (Comté de Nice)

## Khí hậu
| Dữ liệu khí hậu của Nice (1981–2010)                     | Dữ liệu khí hậu của Nice (1981–2010) | Dữ liệu khí hậu của Nice (1981–2010) | Dữ liệu khí hậu của Nice (1981–2010) | Dữ liệu khí hậu của Nice (1981–2010) | Dữ liệu khí hậu của Nice (1981–2010) | Dữ liệu khí hậu của Nice (1981–2010) | Dữ liệu khí hậu của Nice (1981–2010) | Dữ liệu khí hậu của Nice (1981–2010) | Dữ liệu khí hậu của Nice (1981–2010) | Dữ liệu khí hậu của Nice (1981–2010) | Dữ liệu khí hậu của Nice (1981–2010) | Dữ liệu khí hậu của Nice (1981–2010) | Dữ liệu khí hậu của Nice (1981–2010) |
| Tháng                                                    | 1                                    | 2                                    | 3                                    | 4                                    | 5                                    | 6                                    | 7                                    | 8                                    | 9                                    | 10                                   | 11                                   | 12                                   | Năm                                  |
| -------------------------------------------------------- | ------------------------------------ | ------------------------------------ | ------------------------------------ | ------------------------------------ | ------------------------------------ | ------------------------------------ | ------------------------------------ | ------------------------------------ | ------------------------------------ | ------------------------------------ | ------------------------------------ | ------------------------------------ | ------------------------------------ |
| Cao kỉ lục °C (°F)                                       | 22.5 (72.5)                          | 25.8 (78.4)                          | 26.1 (79.0)                          | 26.0 (78.8)                          | 30.3 (86.5)                          | 36.8 (98.2)                          | 36.3 (97.3)                          | 37.7 (99.9)                          | 33.9 (93.0)                          | 29.9 (85.8)                          | 25.4 (77.7)                          | 22.0 (71.6)                          | 37.7 (99.9)                          |
| Trung bình ngày tối đa °C (°F)                           | 13.1 (55.6)                          | 13.4 (56.1)                          | 15.2 (59.4)                          | 17.0 (62.6)                          | 20.7 (69.3)                          | 24.3 (75.7)                          | 27.3 (81.1)                          | 27.7 (81.9)                          | 24.6 (76.3)                          | 21.0 (69.8)                          | 16.6 (61.9)                          | 13.8 (56.8)                          | 19.6 (67.3)                          |
| Tối thiểu trung bình ngày °C (°F)                        | 5.3 (41.5)                           | 5.9 (42.6)                           | 7.9 (46.2)                           | 10.2 (50.4)                          | 14.1 (57.4)                          | 17.5 (63.5)                          | 20.3 (68.5)                          | 20.5 (68.9)                          | 17.3 (63.1)                          | 13.7 (56.7)                          | 9.2 (48.6)                           | 6.3 (43.3)                           | 12.4 (54.3)                          |
| Thấp kỉ lục °C (°F)                                      | −7.2 (19.0)                          | −5.8 (21.6)                          | −5.0 (23.0)                          | 2.9 (37.2)                           | 3.7 (38.7)                           | 8.1 (46.6)                           | 11.7 (53.1)                          | 11.4 (52.5)                          | 7.6 (45.7)                           | 4.2 (39.6)                           | 0.1 (32.2)                           | −2.7 (27.1)                          | −7.2 (19.0)                          |
| Lượng Giáng thủy trung bình mm (inches)                  | 69.0 (2.72)                          | 44.7 (1.76)                          | 38.7 (1.52)                          | 69.3 (2.73)                          | 44.6 (1.76)                          | 34.3 (1.35)                          | 12.1 (0.48)                          | 17.8 (0.70)                          | 73.1 (2.88)                          | 132.8 (5.23)                         | 103.9 (4.09)                         | 92.7 (3.65)                          | 733.0 (28.86)                        |
| Số ngày giáng thủy trung bình                            | 5.8                                  | 4.7                                  | 4.6                                  | 7.1                                  | 5.2                                  | 3.8                                  | 1.8                                  | 2.4                                  | 4.9                                  | 7.2                                  | 7.2                                  | 6.4                                  | 61.2                                 |
| Số ngày tuyết rơi trung bình                             | 0.7                                  | 0.2                                  | 0.1                                  | 0.0                                  | 0.0                                  | 0.0                                  | 0.0                                  | 0.0                                  | 0.0                                  | 0.0                                  | 0.1                                  | 0.3                                  | 1.4                                  |
| Độ ẩm tương đối trung bình (%)                           | 67                                   | 68                                   | 69                                   | 72                                   | 75                                   | 75                                   | 73                                   | 72                                   | 74                                   | 73                                   | 71                                   | 67                                   | 71.3                                 |
| Số giờ nắng trung bình tháng                             | 157.7                                | 171.2                                | 217.5                                | 224.0                                | 267.1                                | 306.1                                | 347.5                                | 315.8                                | 242.0                                | 187.0                                | 149.3                                | 139.3                                | 2.724,2                              |
| Nguồn 1: Meteo France                                    |                                      |                                      |                                      |                                      |                                      |                                      |                                      |                                      |                                      |                                      |                                      |                                      |                                      |
| Nguồn 2: Infoclimat.fr (độ ẩm, ngày tuyết rơi 1961–1990) |                                      |                                      |                                      |                                      |                                      |                                      |                                      |                                      |                                      |                                      |                                      |                                      |                                      |

## Các thành phố kết nghĩa
- Cuneo, Ý
- Edinburgh, Scotland, Vương quốc Anh
- Gdańsk, Ba Lan
- Hàng Châu, Trung Quốc
- Laval, Canada
- Louisiana (State), Mỹ
- Miami, Mỹ
- Netanya, Israel
- Nuremberg, Đức
- Saint Petersburg, Nga
- Szeged, Hungary
- Thessaloniki, Hy Lạp
- Yalta, Ukraina
- Alicante, Tây Ban Nha
- Cartagena, Colombia
- Antananarivo, Madagascar
- Cape Town, Nam Phi
- Houston, Mỹ
- Kamakura, Nhật Bản
- Libreville, Gabon
- Manila, Philippines
- Nouméa, Pháp
- Phuket, Thái Lan
- Rio de Janeiro, Brasil
- Saint-Denis, Pháp
- Santa Cruz de Tenerife, Tây Ban Nha
- Sorrento, Ý
- Yerevan, Armenia
- Cần Thơ, Việt Nam

## Người nổi tiếng
Những người nổi tiếng của Pháp xuất thân từ Nice là:
- Arman, nghệ nhân người đồng thành lập Nouveau Réalisme
- Philippe Auguin, nhạc trưởng dàn nhạc
- Jean Behra, vận động viên đua xe
- Alfred Binet, nhà sư phạm và tâm lý học
- Maurice Boitel, họa sĩ
- Surya Bonaly, nữ vận động viên trượt băng nghệ thuật
- Felice Borel, vận động viên bóng đá
- Eugène Bozza, nhà soạn nhạc
- Henry Cavendish, nhà khoa học tự nhiên
- Lise Darly, nữ ca sĩ
- Michel Delgiudice, nhà soạn nhạc và nhạc trưởng dàn nhạc
- René Dreyfus, vận động viên đua xe
- Henri-Claude Fantapié, nhạc trưởng dàn nhạc
- Giuseppe Garibaldi, thành viên kháng chiến, nhà cách mạng của nước Ý
- Yves Klein, họa sĩ, nhà điêu khắc
- Francis Lai, nhà soạn nhạc, nhận Giải thưởng Oscar cho nhạc trong phim
- Friedrich Wilhelm Mader, nhà văn
- André Masséna, thống chế của Pháp, công tước của Rivoli và là hoàng tử của Essling
- Jacques Miller, nhà khoa học
- Jean-Pierre Mocky, đạo diễn
- Michel Navratil, người sống sót trong chuyến tàu Titanic
- José Reyes, ca sĩ
- Joann Sfar, họa sĩ truyện tranh comic
- Alfred A. Tomatis, bác sĩ
- Jacques Toubon, chính trị gia
- Han van Meegeren, họa sĩ
- Simone Veil, nữ chính trị gia một trong những chủ tịch của Quốc hội châu Âu
- Barney Wilen, nhạc sĩ Jazz
- Hugo Lloris, vận động viên bóng đá chơi cho câu lạc bộ Tottenham hotspur và đội tuyển quốc gia Pháp